# 图勒

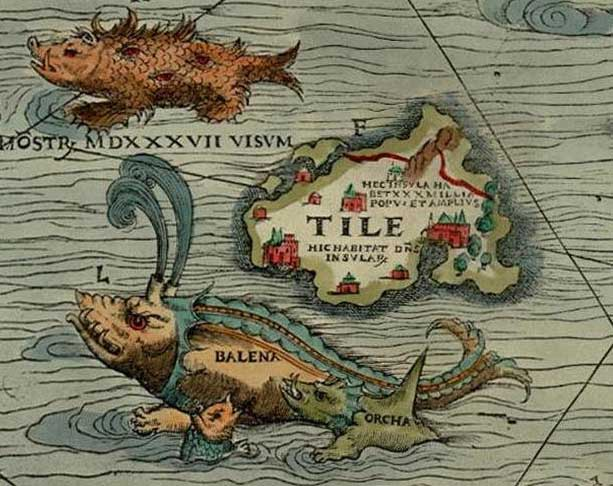
1539年由奥劳斯·马格努斯制作的“海图”上显示的图勒。

图勒（希臘語：Θούλη，Thoulē）是古代欧洲传说中位于世界极北之地“许珀耳玻瑞亚（Hyperborea）”的一个地方，通常被认为是一座岛屿。最早由古希腊探险家毕提亚斯所提及，他的记载中提到：图勒旁边的地方“由既不是水也不是空气的物质组成，或者说是前两者的混合”，“陆地和水都悬浮着，既不能踏足也不能航行”，“太阳落下两三个小时后又会升起来”。

## 以圖勒命名的事物
- 卡納克，舊稱圖勒，位於格陵蘭西北岸的城市，也是世界上位置最北的城市之一。
- 小行星279被命名为“图勒”。
- 化學元素銩（Thullium）名稱來源於此。[2]
- 小行星486958 2019年1月NASA科學家從新視野號傳回的照片中證實，該小行星是由兩顆貼在一起的圓球所組成，於是將較大的圓球命名為「Ultima」，較小的圓球命名為「Thule」（圖勒）。[3]
- 眼圖勒龍屬（Ophthalmothule cryostea），淺隱龍科的一種，屬名以“眼睛”（ophthalmo）和“圖勒”（thule）組合而成
- 美軍位於格陵蘭的皮圖菲克太空基地，2023年前稱圖勒空軍基地